# Seznam poljskih kiparjev
Seznam poljskih kiparjev.

## A
Magdalena Abakanowicz-Kosmowska - Wiesław Adamski - Kazimierz Adamski - Paweł Althamer - Sylwester Ambroziak - Krystyna Andrzejewska-Marek - Stanisław Anioł - Józef Aumiller

## B
Tomasz Bajer - Kazimierz Banat - Jerzy Bandura - Bolesław Barcz - Tadeusz Barącz - Anna Baumgart - Mirosław Bałka - Wincenty Bałys - Bolesław Bałzukiewicz - Zdzisław Beksiński - Anna Bem-Borucka - Joshua Budziszewski Benor - Jan Berdyszak - Jerzy Bereś - Jan Bernasiewicz - Juliusz Wojciech Bełtowski - Bolesław Biegas - Wiesław Bielak - Kazimierz Bieńkowski - Tadeusz Biliński - Maksymilian Biskupski - Rafał Boettner-Łubowski - Jerzy Boroń - Izydor Borys - Julian Boss-Gosławski - Zygmunt Brachmański - Tadeusz Breyer - Wiktor Brodzki - Anna Brudzińska - Paweł Bryliński - Wojciech Brzega - Sławomir Brzoska - Julian Brzozowski - Alojzy Bunsch - Henryk Burzec - Piotr Butkiewicz - Michał Budny - Wacław Bębnowski - Tadeusz Błotnicki

## C
Faustyn Juliusz Cengler - Michał Ceptowski - Władysław Chajec - Jerzy Chojnacki - Olga Chrobra - Bronisław Chromy - Mariusz Chrząstek - Waldemar Cichoń - Stanisław Cukier - Jan Cygankiewicz - Wojciech Czerwosz

## D
Alfred Daun - Zofia Demkowska - Andrzej Dłużniewski - Henryk Dmochowski - Anna Dobrzańska - Dorota Dziekiewicz-Pilich - Stefan Dousa - Mariusz Drapikowski - Luna Drexlerówna - Stanisław Dróżdż - Xawery Dunikowski - Wincenty Dunikowski-Duniko - Maria Dunin-Piotrowska - Wojciech Durek - Jacek Durski - Franciszek Duszeńko - Tomasz Dykas - August Dyrda - Wojciech Dzienniak - Krystyna Dąbrowska - Aleksander Dętkoś - Czesław Dźwigaj

## E
Władysław Eljasz-Radzikowski - Zbigniew Ereszkowski

## F
Barbara Falender - Wojciech Fangor - Krystyna Fałdyga-Solska - Franciszek Fischer - Franciszek Flaum - Jerzy Fober - Henryk Fojcik - Romuald Frejer - Antoni Frąckiewicz - Jarosław Furgała - Roman Fus

## G
Walery Gadomski - Wiktor Gajda - Józef Gardecki - Piotr Gawron - Maria Gerson-Dąbrowska - Stanisław Gierada - Henryk Glicenstein - Cyprian Godebski - Izabella Godlewska - Chaim Goldberg - Jerzy Gorbas - Józef Gosławski - Stanisław Gosławski - Antoni Grabowski - Feliks Grabowski - Jan Graczyk - Magdalena Gross - Wojciech Gryniewicz - Jan Grzegorzewski - Grażyna Grądkowska - Marceli Guyski - Gustaw Gwozdecki

## H
Antoni Hajdecki - Władysław Hasior - Edward Haupt - Konstanty Hegel - Stanisław Hochuł - Stanisław Horno-Popławski - Jorg Huber - Karol Hukan - Roman Husarski

## J
Stanisław Jackowski - Stanisław Jagmin - Zuzanna Janin - Jadwiga Janus - Maria Jarema - Jerzy Jarnuszkiewicz - Kazimierz Jelski - Giennadij Jerszow - Andrzej Jocz - Paweł Jocz - Julian Jończyk -  Edward Jurjewicz - Jakub Juszczyk - Katarzyna Józefowicz

## K
Wawrzyniec Kaim - Jerzy Kalina - Józef Kaliszan - Kazimierz Kalkowski - Anna Kamieńska-Łapińska - Władysław Kandefer - Tadeusz Kantor - Alfons Karny - Andrzej Kasten - Antoni Kenar - Jerzy Kenar - Marek Kijewski - Grzegorz Klaman - Teresa Klaman - Władysław Klamerus - Katarzyna Kobro - Stanisław Kochanek - Janina Konarska - Jan Konarski - Marian Konieczny - Wacław Konopka - Małgorzata Kopczyńska-Matusewicz - Józef Kopczyński - Michał Korpal - Zygfryd Korpalski - Leszek Korzekwa - Adam Kossowski - Henryk Kossowski - Grzegorz Kowalski - Piotr Kowalski - Tadeusz Kowalski - Jarosław Kozakiewicz - Katarzyna Kozyra - Edward Krasiński - Józef Antoni Kraus - Marian Kruczek - Bronisław Krzysztof - Barbara Krzywicka-Wójcik - Małgorzata Kręcka-Rozenkranz - Michał Kubiak - Jacek Kucaba - Wojciech Kucharski - Jan Kucz - Leon Kudła - Stanisław Kulon - Mariusz Kulpa - Henryk Kuna - Baltazar Kuncz - Józef Kupczyk - Antoni Kurzawa - Piotr Kułach - Wojciech Kułach - Mirosław Kuźma - Wiesław Kwak - Jerzy Kędziora

## L
Konstanty Laszczka - Marian Karol Leja - Teofil Lenartowicz - Andrzej Lenik - Stanisław Roman Lewandowski - Bogdana Ligęza-Drwal - Wojciech Lipczyk - Mieczysław Lubelski - Henryk Lula

## Ł
Wanda Ładniewska-Blankenheimowa - Tadeusz Łodziana - Andrzej Łowisz - Jadwiga Łubieńska - Hanna Łuczak - Jacek Łuczak

## M
Antoni Madeyski - Edmund Majkowski - Paweł Maliński - Władysław Marcinkowski - Leonard Marconi - Józef Marek - Marian Hess - Julian Markowski - Tomasz Matusewicz - Ewa Mehl - Piotr Michnikowski - Zbigniew Mikielewicz - Feliks Mikulski - Karol Mikuszewski - Adolf Milczanowski - Antoni Miszewski - Igor Mitoraj - Tomasz Moczek - Marian Molenda - Eugeniusz Molski - Henryk Morel - Marek Jerzy Moszyński - Teresa Murak - Józef Murlewski - Adam Myjak - Jacek Müldner-Nieckowski - Wiesław Müldner-Nieckowski

## N
Elie Nadelman - Jan Nalborczyk - Tadeusz Niewiadomski - Olga Niewska - Dorota Nieznalska - Ludwika Nitschowa - Franciszek Nowak

## O
Ludwika Ogorzelec - Martin Jan Ogrodnik - Adam Olejniczak - Władysław Oleszczyński - Ryszard Orski - Paweł Orłowski - Tadeusz Ostaszewski - Stanisław Ostoja-Kotkowski - Ludmiła Ostrogórska - Sławoj Ostrowski - Jan Ostrowski - Kazimierz Witold Ostrowski - Stanisław Kazimierz Ostrowski - Abraham Ostrzega - Władysław Owsiński

## P
Antoni Janusz Pastwa - Władysław Pawlik - Grzegorz Pecuch - Krzysztof Perwanger - Józef Petruk - Franciszek Piasecki - Zdzisław Pidek - Zygmunt Piekacz - Anna Pietrowiec - Wiesław Pietroń - Franciszek Pinck - Jan Jerzy Pinzel - Jan Jerzy Plersch - Maria Podskarbi-Hebisz - Antoni Popiel - Zbigniew Pronaszko - Jan Pruski - Andrzej Pruszyński - Józef Przebindowski - Adam Przybysz - Ludwik Puget - Jacek Puget - Maciej Pęca

## R
Stanisław Radwański - Tomasz Radziewicz - Władysław Radzikowski - Henryk Rasmus - Jan Raszka - Jan Chryzostom Redler - Jan Regulski - Stanisław Repeta - Marek Rogulski - Edward Roguszczak - Wojciech Roj - Wojciech Rojowski - Adam Roman - Stanisław Romaniak - Franciszek Roth - Marcin Rożek - Janina Rudnicka - Teodor Rygier - Adolf Ryszka - Antoni Rząsa - Marcin Rząsa

## S
Wawrzyniec Samp - Dariusz Sitek - Edward Sitek - Szczepan Siudak - Władysław Skoczylas - Adam Smolana - Jerzy Sobociński - Robert Sobociński - Tomasz Oskar Sosnowski - Andrzej Sołyga - Ryszard Sroczyński - Janina Stefanowicz-Schmidt - Paweł Steller - Józef Stolarczyk - Mirosław Struzik - Karol Stryjeński - Franciszek Strynkiewicz - Stanisław Stwosz - Wit Stwosz - Jan Stępień - Franciszek Suknarowski - Ryszard Surajewski - Edward Sutor - Bolesław Syrewicz - Alina Szapocznikow - Maciej Szańkowski - Ewelina Szczech-Siwicka - Jan Szczepkowski - Paweł Szcześniak - Jan Szczypka - Andrzej Szewczyk - Michał Gąsienica Szostak - Jan Szostak - Karol Gąsienica Szostak - Leon Szubert - Stanisław Szukalski - Marek Szwarc - Stanisław Szwechowicz - Wacław Szymanowski - Wojciech Sęczawa - Stanisław Słonina

## Ś
Alina Ślesińska - Stanisław Śliwiński - Balbina Świtycz-Widacka

## T
Jakub Tatarkiewicz - Teresa Pastuszka Kowalska - Grażyna Tomaszewska-Sobko - Wiktor Tołkin - Józef Trenarowski - Olgierd Truszyński - Zofia Trzcińska-Kamińska - Bronisław Tusk

## U
Katarzyna Urbaniak - Witold Urbanowicz

## W
Antoni Walerych - Jacek Waltoś - Jan Wałach - Zbigniew Wąsiel - Pius Weloński - Mieczysław Welter - Aleksandra Went - Jan de Weryha-Wysoczański - Henryk Wiciński - Edward Wittig - Antoni Wiwulski - Magdalena Więcek - Małgorzata Wiśniewska - Alfred Wiśniewski - Edward Wittig - Marian Wnuk - Jan Wnęk - Ryszard Wojciechowski - Bolesław Wojewódzki - Tadeusz Antoni Wojtasik - Maria Wojtiuk - Bazyli Wojtowicz - Piotr Woroniec - Jędrzej Wowro - Jan Woydyga - Stanisław Wysocki  - Franciszek Wyspiański - Igor Wójcik

## Z
Stanisław Zagajewski - Albert Zalewski - August Zamoyski - Leon Mieczysław Zawiejski - Barbara Zbrożyna - Zbylut Grzywacz - Ignacy Zelek - Kazimierz Gustaw Zemła - Świetlana Zerling - Romuald Zerych - Anna Zygmunt

## Ž
Teresa Żarnowerówna - Peter Žiwobski - Aleksander Żurakowski